# Lee Kwang-seon
Lee Kwang-Seon (sinh ngày 6 tháng 9 năm 1989) là một cầu thủ bóng đá Hàn Quốc thi đấu cho Sangju Sangmu.

## Thống kê câu lạc bộ
| Thành tích câu lạc bộ | Thành tích câu lạc bộ | Thành tích câu lạc bộ | Giải vô địch | Giải vô địch | Cúp                   | Cúp                   | Cúp Liên đoàn | Cúp Liên đoàn | Tổng cộng | Tổng cộng |
| Mùa giải              | Câu lạc bộ            | Giải vô địch          | Trận         | Bàn          | Trận                  | Bàn                   | Trận          | Bàn           | Trận      | Bàn       |
| Nhật Bản              | Nhật Bản              | Nhật Bản              | Giải vô địch | Giải vô địch | Cúp Hoàng đế Nhật Bản | Cúp Hoàng đế Nhật Bản | J.League Cup  | J.League Cup  | Tổng cộng | Tổng cộng |
| --------------------- | --------------------- | --------------------- | ------------ | ------------ | --------------------- | --------------------- | ------------- | ------------- | --------- | --------- |
| 2012                  | Vissel Kobe           | J1 League             | 15           | 1            | 1                     | 1                     | 2             | 0             | 18        | 2         |
| 2013                  | Vissel Kobe           | J2 League             | 22           | 2            | 0                     | 0                     | -             | -             | 22        | 2         |
| 2014                  | Avispa Fukuoka        | J2 League             |              |              |                       |                       |               |               |           |           |
| Quốc gia              | Nhật Bản              | Nhật Bản              | 37           | 3            | 3                     | 1                     | 0             | 0             | 40        | 4         |
| Tổng                  | Tổng                  | Tổng                  | 37           | 3            | 3                     | 1                     | 0             | 0             | 40        | 4         |